# 1961-es kupagyőztesek Európa-kupája-döntő
Az 1961-es kupagyőztesek Európa-kupája-döntő volt az elsőnek megrendezett, 1960–61-es kupagyőztesek Európa-kupája-kiírás utolsó mérkőzése. A trófeáért a skót Rangers és az olasz Fiorentina szállt harcba. Az oda-visszavágós párharcot 4–1-es összesítéssel a Hidegkuti Nándor vezette Fiorentina nyerte.

## Mérkőzésadatok

### 1. mérkőzés
| 1961. május 17. 19:30 |

| Rangers | 0–2   | Fiorentina    |
| ------- | ----- | ------------- |
|         | (0–1) | Milan 12' 88' |

| Ibrox Stadion, Glasgow Nézőszám: 80 000 Játékvezető: Erich Steiner (osztrák) |

| Rangers | Fiorentina |

| RANGERS:    |    |               |
|             |    |               |
| K           | 1  | Billy Ritchie |
| V           | 2  | Bobby Shearer |
| V           | 5  | Bill Paterson |
| V           | 4  | Harold Davis  |
| V           | 3  | Eric Caldow   |
| KP          | 6  | Jim Baxter    |
| KP          | 7  | Davie Wilson  |
| KP          | 8  | Ian McMillan  |
| KP          | 11 | Robert Hume   |
| CS          | 10 | Ralph Brand   |
| CS          | 9  | Alex Scott    |
| Vezetőedző: |    |               |
| Scot Symon  |    |               |

| FIORENTINA:      |    |                    |
|                  |    |                    |
| K                | 1  | Enrico Albertosi   |
| V                | 2  | Enzo Robotti       |
| V                | 4  | Piero Gonfiantini  |
| V                | 5  | Alberto Orzan      |
| V                | 3  | Sergio Castelletti |
| KP               | 6  | Claudio Rimbaldo   |
| KP               | 7  | Kurt Hamrin        |
| KP               | 8  | Dante Micheli      |
| KP               | 11 | Gianfranco Petris  |
| CS               | 9  | Dino da Costa      |
| CS               | 10 | Luigi Milan        |
| Vezetőedző:      |    |                    |
| Hidegkuti Nándor |    |                    |

### 2. mérkőzés
| 1961. május 27. 15:30 |

| Fiorentina           | 2–1   | Rangers   |
| -------------------- | ----- | --------- |
| Milan 12' Hamrin 86' | (0–1) | Scott 60' |

| Stadio Comunale, Firenze Nézőszám: 50 000 Játékvezető: Hernádi Vilmos (magyar) |

| Fiorentina | Rangers |

| FIORENTINA:      |    |                    |
|                  |    |                    |
| K                | 1  | Enrico Albertosi   |
| V                | 2  | Enzo Robotti       |
| V                | 4  | Piero Gonfiantini  |
| V                | 5  | Alberto Orzan      |
| V                | 3  | Sergio Castelletti |
| KP               | 6  | Claudio Rimbaldo   |
| KP               | 7  | Kurt Hamrin        |
| KP               | 8  | Dante Micheli      |
| KP               | 11 | Gianfranco Petris  |
| CS               | 9  | Dino da Costa      |
| CS               | 10 | Luigi Milan        |
| Vezetőedző:      |    |                    |
| Hidegkuti Nándor |    |                    |

| RANGERS:    |    |               |
|             |    |               |
| K           | 1  | Billy Ritchie |
| V           | 2  | Bobby Shearer |
| V           | 5  | Bill Paterson |
| V           | 4  | Harold Davis  |
| V           | 3  | Eric Caldow   |
| KP          | 6  | Jim Baxter    |
| KP          | 7  | Alex Scott    |
| KP          | 8  | Ian McMillan  |
| KP          | 11 | Davie Wilson  |
| CS          | 10 | Ralph Brand   |
| CS          | 9  | Jimmy Millar  |
| Vezetőedző: |    |               |
| Scot Symon  |    |               |

Összesítésben a Fiorentina 4–1-re nyert.
| Az 1960–1961-es kupagyőztesek Európa-kupája győztese |
| ---------------------------------------------------- |
| ACF Fiorentina 1. cím                                |